# Schwatka Mountains
Die Schwatka Mountains sind ein Gebirgszug der Brookskette im Nordwesten von Alaska. 
Sie erstrecken sich über rund 170 km zwischen den Baird Mountains im Westen und den Endicott Mountains im Osten. Begrenzt werden sie im Westen von Amakomanak Creek und Redstone River und im Osten vom Oberlauf des Noatak River, Kaluluktok Creek und Walker Lake. Die Nordflanke wird über den Noatak River, die Südflanke über den Kobuk River nach Westen entwässert.
Im Norden des Gebirgszugs liegen Teile des Noatak National Preserves, im Westen des Kobuk-Valley-Nationalparks und im Osten des Gates-of-the-Arctic-Nationalparks.
Der höchste Berg des Gebirges ist der Mount Igikpak mit 2523 m.
Benannt wurde das Gebirge 1884 von Leutnant G. M. Stoney von der United States Army nach Leutnant Frederick Schwatka, der im Jahr zuvor eine militärische Erkundung am Yukon River angeführt hatte.